# Anja Kühner
Anja Kühner (* 8. Oktober 1967 in Eschwege) ist eine deutsche Journalistin und Autorin. Sie wuchs in Friedewald (Kreis Bad Hersfeld-Rotenburg, Hessen) auf.

## Ausbildung und Studium
Sie studierte Rechtswissenschaften in Bayreuth und Lausanne.
Ihr journalistisches Volontariat absolvierte sie bei der Axel-Springer-Journalistenschule mit Stationen bei der Bild-Zeitung, Die Welt, Welt am Sonntag und RTL.

## Beruflicher Werdegang
Als Redakteurin arbeitete Anja Kühner für die Welt am Sonntag in Dresden und Berlin. Nach einem beruflichen Intermezzo in der PR-Agentur Deekeling arbeitete sie rund zehn Jahre in der Verlagsgruppe Handelsblatt, zunächst als Online-Redakteurin der Wirtschaftswoche heute, dann beim Handelsblatt im Team der Handelsblatt News am Abend.
Seit 2010 ist sie Freiberuflerin und schreibt vor allem für Branchenpublikationen. Seit dieser Zeit ist sie auch als Stadtführerin in Düsseldorf aktiv.

## Auszeichnung
Im Jahr 2014 wurde sie für einen Artikel im Bankmagazin zur Fachjournalistin des Jahres gewählt (1. Platz des Karl-Theodor-Vogel-Preises der deutschen Fachpresse).

## Ehrenamtliches Engagement
Sie zählt zur Gründungsgruppe der nichtkommerziellen Gastgeber-Community BeWelcome und war Vorsitzende des diese Plattform betreibenden Vereins BeVolunteer zwischen 2015 und 2018.

## Werke
Anja Kühner ist Autorin mehrerer Sachbücher über Wirtschaft, Medien und Reisen.
- Das Medien-Lexikon
- Erlebnisführer für den Landkreis Bad Hersfeld-Rotenburg
- (Fast) Gratis Reisen[8]
- Köpfe und Karrieren